# Kunstjahr 1506
Liste der Kunstjahre

◄ | 1502 | 1503 | 1504 | 1505 | Kunstjahr 1506 | 1507 | 1508 | 1509 | 1510 | ► | ►►

Weitere Ereignisse
Dieser Artikel behandelt das Kunstjahr 1506.

## Ereignisse

### Architektur

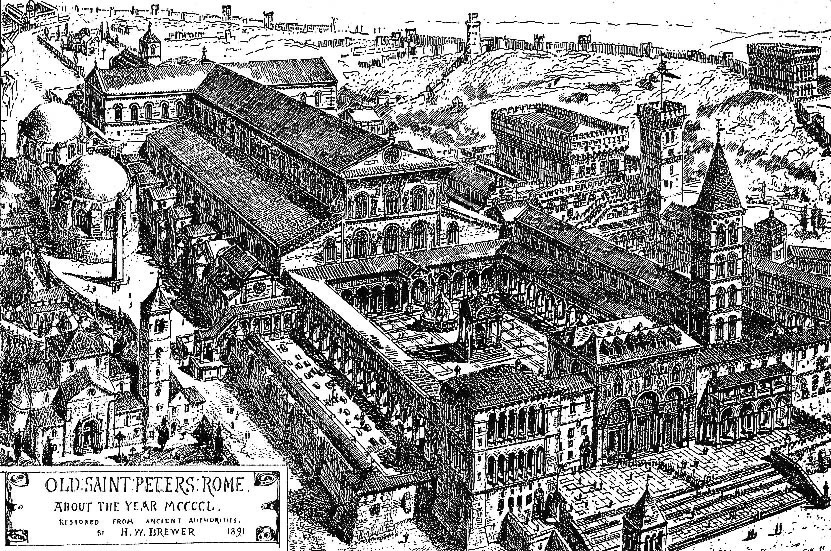
Zeichnung der konstantinischen Basilika über dem Grab des heiligen Petrus vor 1506

- 18. April: Unter der Verantwortung des Architekten Donato Bramante wird der Grundstein für die von Papst Julius II. in Auftrag gegebene neue Peterskirche in Rom gelegt.
- 22. April: Im Auftrag des Bankiers Agostino Chigi beginnt im römischen Stadtteil Trastevere der Bau der später so genannten Villa Farnese durch den Architekten Baldassare Peruzzi.

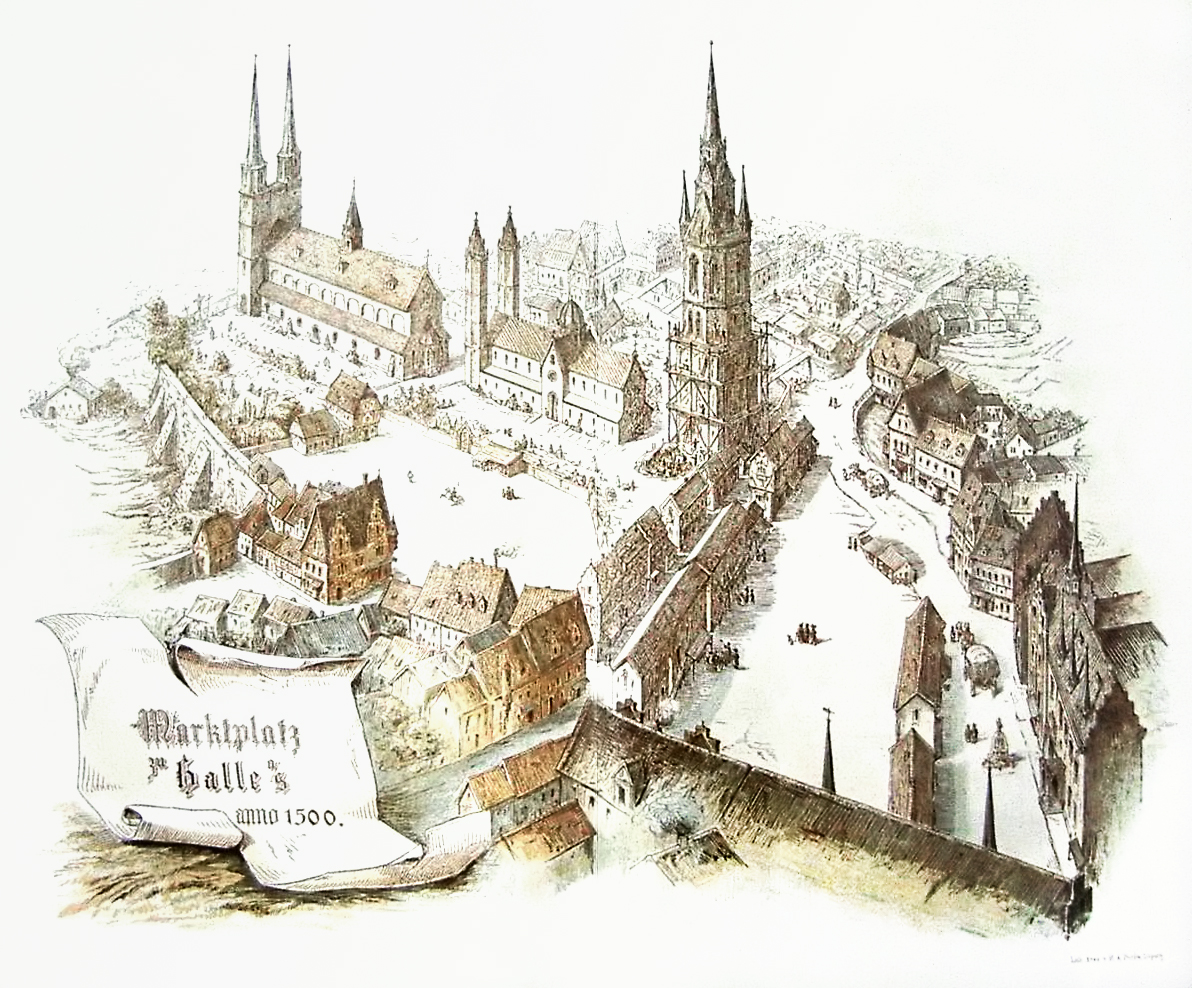
Der Marktplatz um 1500, Rekonstruktion von 1889

- 24. Juli: Der Rote Turm auf dem Marktplatz in Halle an der Saale wird 88 Jahre nach seinem Baubeginn fertiggestellt.
- Ende des Jahres: Jörg Öchsl folgt Jörg Kling nach dessen Tod als Dombaumeister am Stephansdom in Wien.

### Bildhauerei

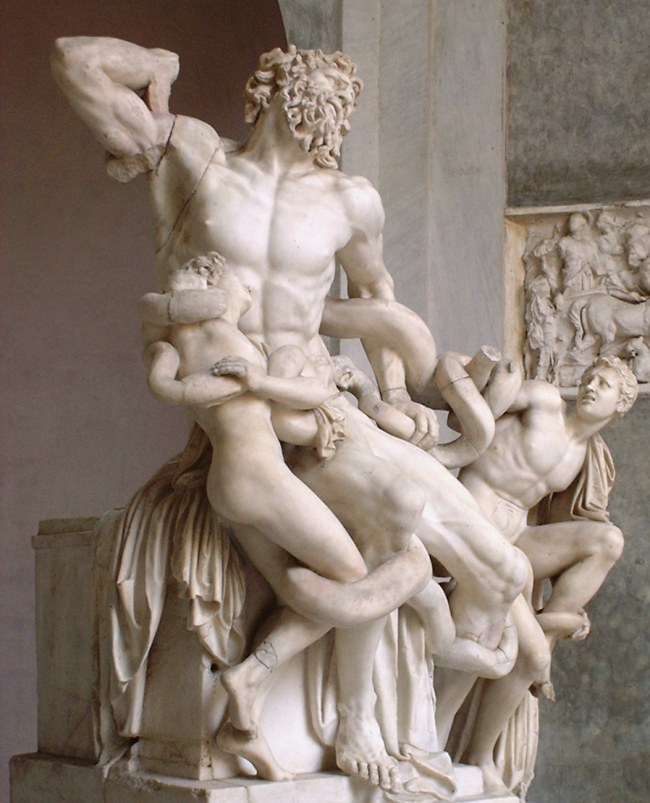
Die Laokoon-Gruppe

- 14. Januar: Der Weinbauer Felice de Fredi entdeckt in seinen Weinbergen auf dem Esquilin in Rom die um Christi Geburt entstandene marmorne Laokoon-Figurengruppe der Bildhauer Hagesandros, Polydoros und Athanadoros.

### Malerei
- Albrecht Dürer malt eines seiner wenigen Altarbilder, Das Rosenkranzfest als Altarbild für die Kirche San Bartolomeo in Venedig. Das Bild, das auch ein Selbstbildnis beinhaltet, macht Dürer, der bis zu diesem Zeitpunkt vor allem Grafiken und Zeichnungen geschaffen hat, schlagartig berühmt.
- Jan Wellens de Cock wird Meister in der Antwerpener Lukasgilde.
- Raffael malt in Öl auf Holz die Madonna del Granduca.

- um 1506: Raffael malt die Gemälde Cristo benedicente, Madonna del Cardellino und Dame mit dem Einhorn.

### Buchmalerei
- - 4. Mai: Der Buchdrucker Lucantonio Giunta stellt in Venedig auf Pergament eines der frühesten bekannten gedruckten Miniaturbücher her, das Stundenbuch Officium Beatae Mariae Virginis secundum consuetudinem romane curie.

## Geboren
- 1505/06: Lambert Lombard, flämischer Maler und Architekt († 1566)

## Gestorben

### Todesdatum gesichert

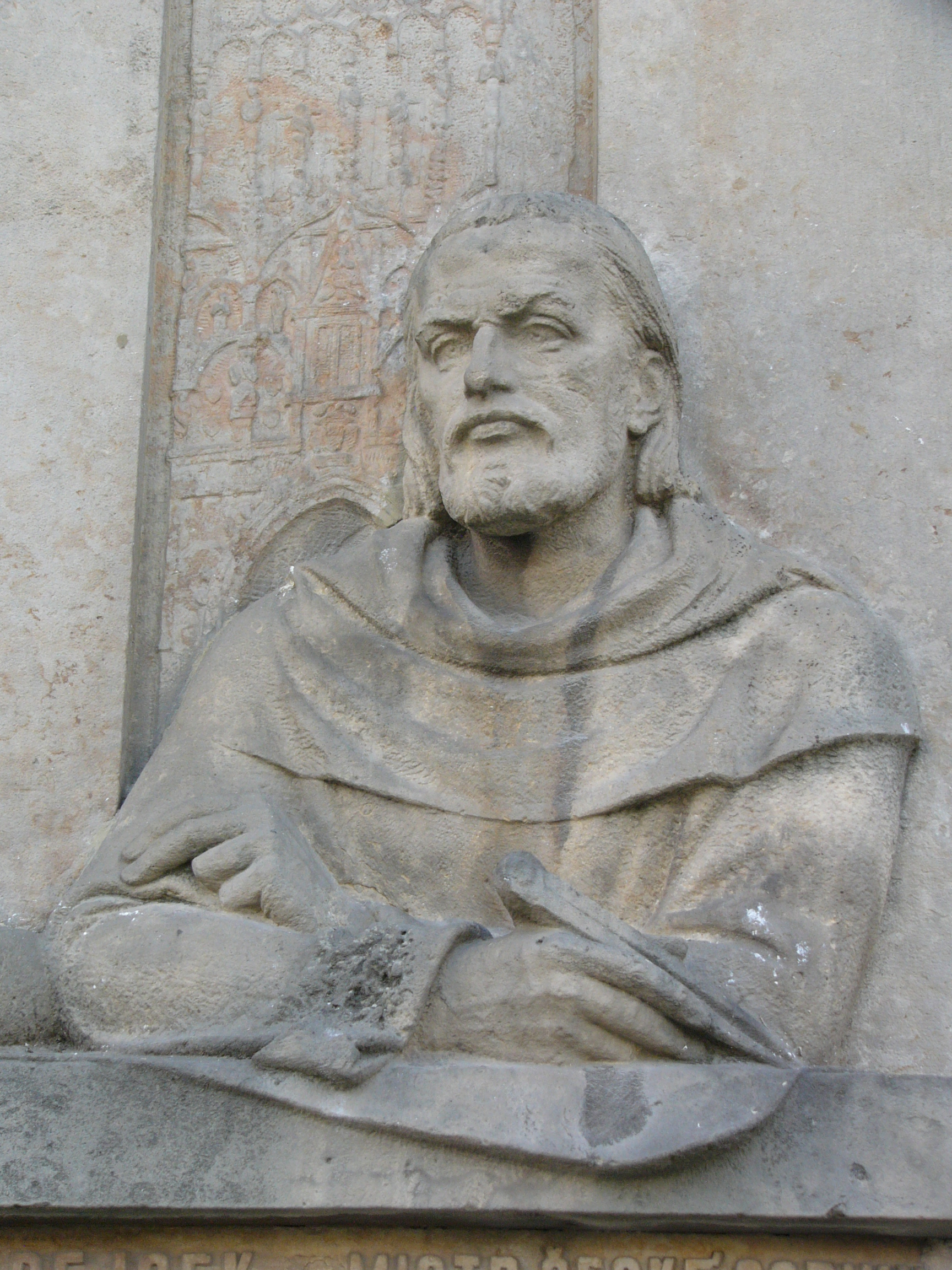
Gedenktafel für Matthias Rejsek am Rathaus in Prostějov

- 1. Juli: Matthias Rejsek, böhmischer Steinmetz, Bildhauer, Baumeister und Architekt der Spätgotik (* um 1445)
- 26. August: Sesshū Tōyō, japanischer Zen-Mönch und Maler (* 1420)
- 13. September: Andrea Mantegna, italienischer Maler und Grafiker (* 1430/1431)
- 28. November: Jörg Kling, österreichischer Steinmetz, Architekt und Dombaumeister des Wiener Stephansdoms (* um 1450)

### Genaues Todesdatum unbekannt
- Riccardo Quartararo, napolitanisch-sizilianischer Maler der Renaissance (* 1443)